# Bourganeuf
Bourganeuf é uma comuna francesa na região administrativa da Nova Aquitânia, no departamento de Creuse. Estende-se por uma área de 22,54 km². Em 2010 a comuna tinha 2 700 habitantes (densidade: 119,8 hab./km²).